# Cybinka (ville)
Pour les articles homonymes, voir Cybinka.
Cybinka (prononciation : [t͡sɨˈbʲiŋka] ; en allemand : Ziebingen) est une ville du powiat de Słubice, dans la voïvodie de Lubusz, située à l'extrême ouest de la Pologne. Elle est le siège administratif (chef-lieu) de la gmina appelée Cybinka.

## Géographie
Cybinka se situe dans la région historique du pays de Lubusz, près de la rivière Oder et de la frontière allemande. La ville se trouve à environ 24 kilomètres au sud-est de Słubice, le siège du powiat, et 61 kilomètres au nord-ouest de Zielona Góra, le siège de la diétine régionale.

## Histoire
Après les grandes invasions, les environs de Cybinka ont été habités par des tribus slaves, nommés Lubuszanie, membres de la fédération des Vélètes (Wieleci). Au xe siècle ils appartenaient au pays de Lubusz (Ziemia Lubuska), l'un des domaines du duc Mieszko Ier de Pologne, qui s'étendait aux deux rives de l'Oder proche jusqu'à la frontière occidentale avec la marche de l'Est saxonne. 
Vers l'an 1249, le pays de part et d'autre de l'Oder a dû être cédé aux margraves Jean Ier et Othon III de Brandebourg, de la maison d'Ascanie. La tentative du roi Ladislas Ier de Pologne de reconquérir la « Nouvelle-Marche » a échoué en 1328. En memoire de l'histoire, la région administrative polonaise au rive droit de l'Oder est appelé « voïvodie de Lubusz ».
Le lieu de Ziebingen fut mentionné officiellement pour la première fois en 1472. De 1535 à 1571, il faisait partie de la principauté du margrave Jean Ier de Brandebourg-Küstrin ; au XVIIIe siècle il fut incorporé au cercle de Sternberg dont le siège administratif se trouve à Drossen (Ośno). Après la réforme administrative du royaume de Prusse en 1815, Ziebingen entre dans l'arrondissement de Sternberg-en-Nouvelle-Marche, qui est divisé ensuite, et elle fait partie de l'arrondissement de Sternberg-Ouest qui est lui-même partie du district de Francfort au sein de la province de Brandebourg.
Après la Seconde Guerre mondiale, avec la mise en œuvre de la ligne Oder-Neisse, la ville de Cybinka intègre la république de Pologne (voir Évolution territoriale de la Pologne) et la population germanophone restante était expulsée.
De 1975 à 1998, elle appartenait administrativement à la voïvodie de Zielona Góra. Depuis 1999, Cybinka appartient administrativement à la voïvodie de Lubusz.

### Château de Ziebingen
Le château de Ziebingen appartenait à l'origine au grand bailliage de Brandebourg à Lagow ; en 1751, il a été acquis par la noble famille von Burgsdorff. Il était la résidence de Wilhelm Friedrich Theodor von Burgsdorff (1772–1822), un grand mécène et protecteur des lettres et des arts à la période du romantisme allemand. Son ami le poète Ludwig Tieck y est régulièrement l'hôte à partir de 1802 ; même après que le domaine a été acheté par Friedrich Ludwig Karl Finck von Finckenstein (1745–1818), ancien président du district prussien, en 1807.
La famille Finck von Finckenstein a gardé le château jusqu'en 1945. Sous l'administration polonais le bâtiment a été vacants et est tombé en ruines. En 1973, un incendie le détruisit.

## Liste de maires
- 2002–2006: Ryszard Wincek
- 2006–2014: Roman Siemiński
- depuis 2014: Marek Kołodziejczyk